# 1982 v letectví

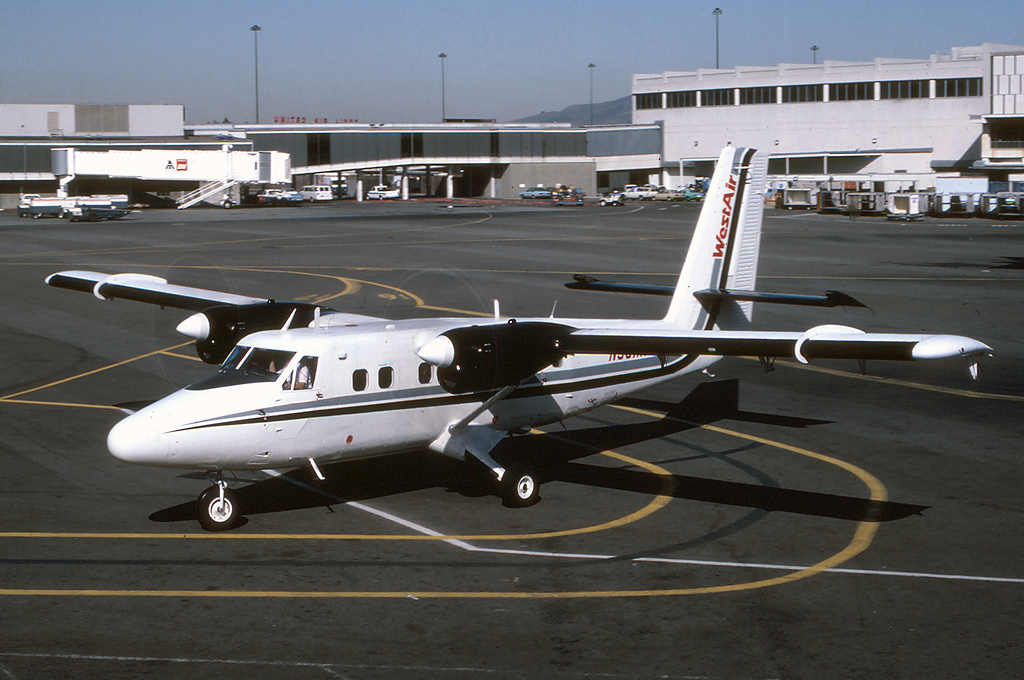
WestAir Commuter Airlines De Havilland Canada DHC-6-200 Twin Otter

Tento článek obsahuje seznam událostí souvisejících s letectvím, které proběhly roku 1982.

## Události

### Leden
- 13. ledna – letadlo společnosti Air Florida spadlo do zamrzlé řeky Potomac ve městě Washington, D.C. Zahynulo 78 lidí, včetně čtyř motoristů na zemi.

### Duben
- 2. dubna – Argentina obsazuje Falklandy – začíná válka o Falklandy

### Červen
- 14. června – Argentinské síly se vzdávají britským silám na Falklandských ostrovech, a tím končí válka o Falklandy. Během války Britové zničili 109 argentinských letadel a sami ztratili 34 strojů.

## První lety

### Únor
- 19. února – Boeing 757, N757BA

### Duben
- 3. dubna – Airbus A310

### Červen
- 12. června – IAR-825, YR-IGB
- 14. června – Beechcraft Lightning

### Červenec
- 1. července – Kamov Ka-50

### Srpen
- 30. srpna – F-20 Tigershark, 82-0062

### Září
- 20. září – HAL Ajeet, E2426
- 25. září – Iljušin Il-102

### Listopad
- 10. listopadu – Mil Mi-28

### Prosinec
- 23. prosince – Shorts Sherpa, G-BKMW
- 26. prosince – Antonov An-124